# Nanerigé
Le nanerigé,,,, est une langue sénoufo parlée dans le sud-ouest du Burkina Faso.

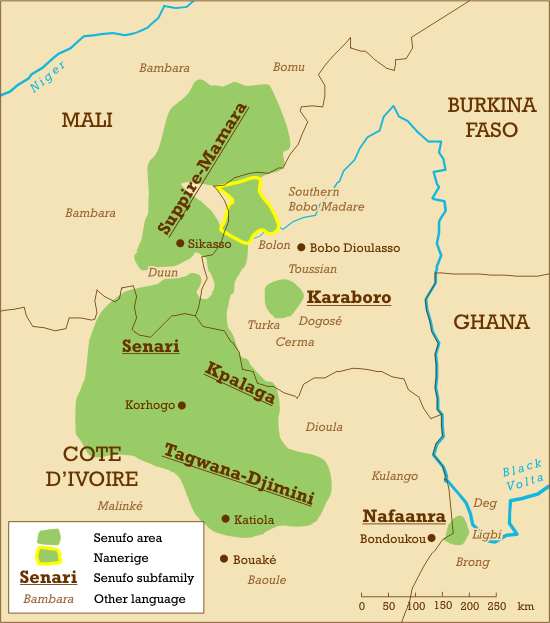
Carte ?